# Шантерак
Шантерак (фр. Chantérac) насеље је и општина у југозападној Француској у региону Аквитанија, у департману Дордоња која припада префектури Периже.
По подацима из 2011. године у општини је живело 547 становника, а густина насељености је износила 28,88 становника/km². Општина се простире на површини од 18,94 km². Налази се на средњој надморској висини од 180 метара (максималној 217 m, а минималној 81 m).

## Демографија
| 1962. | 1968. | 1975. | 1982. | 1990. | 1999. | 2011. |
| ----- | ----- | ----- | ----- | ----- | ----- | ----- |
| 512   | 515   | 414   | 418   | 461   | 456   | 547   |

График промене броја становника у току последњих година